# ヒカゲツツジ
ヒカゲツツジ（日陰躑躅、学名: Rhododendron keiskei）は、ツツジ科ツツジ属に分類される常緑低木の1種。別名、サワテラシ、ヤクシマヒカゲツツジ。山地、河岸の岩場などに生える。日本では4月-5月にクリーム色ないしは淡黄緑色の花を付ける。

## 分布・生育地
日本固有種。関東地方以西の本州から四国、九州にかけて分布。山地の岩場、崖地などに生える。　

## 特徴
和名のヒカゲツツジは日陰に多く生えることに由来するが、日陰だけに生えている訳ではない。別名のサワテラシは河岸の岩場に生えることに由来する。シャクナゲに近い形態をしており、ツツジの名が付くが実際は有鱗片シャクナゲに分類されるべきものである。
常緑性広葉樹の低木で、樹高は1 - 2メートル (m) ほどになる。樹皮は淡灰褐色で不規則にはがれる。若い枝や葉、葉柄には、円形の鱗状毛がある。
葉は枝先に互生させて、枝先に集まってつき、葉身は濃い緑色、長さが4 - 8 センチメートル (cm)の長楕円形または披針形で先が細り、先端に腺状突起を有する。葉質は薄い革質。葉表に鱗状毛が残り、裏面は淡褐色で腺状鱗毛が長く密生する。
花期はは4 - 5月ごろ。枝先にクリーム色ないしは淡黄緑色の花を2 - 4個集まって咲かせる。花冠は径3 - 4 cmで5中裂し、雄しべは10本、外面に腺状鱗毛を散生させる。花糸の下部には白い軟毛を散生させ、花柄は長さ1 - 1.5ミリメートル (mm)。蒴果は長さ8 - 13 mmの円柱形。
冬芽は多数の芽鱗に包まれていて、鱗状毛があり、縁には白毛が生える。花芽は大きく、枝先に1個から2個つく。葉芽は小さく、葉の付け根につく。
庭木や鉢植えとして利用されている。

## 分類
以下の変種がある。
- ウラジロヒカゲツツジ（学名: Rhododendron keiskei Miq. var. hypoglaucum Sutô et T.Suzuki）[10] - 葉の裏面に腺状鱗片が密にあり灰色で、花は薄黄白色で腺状鱗片がほとんどない[5]。